# Situație financiară

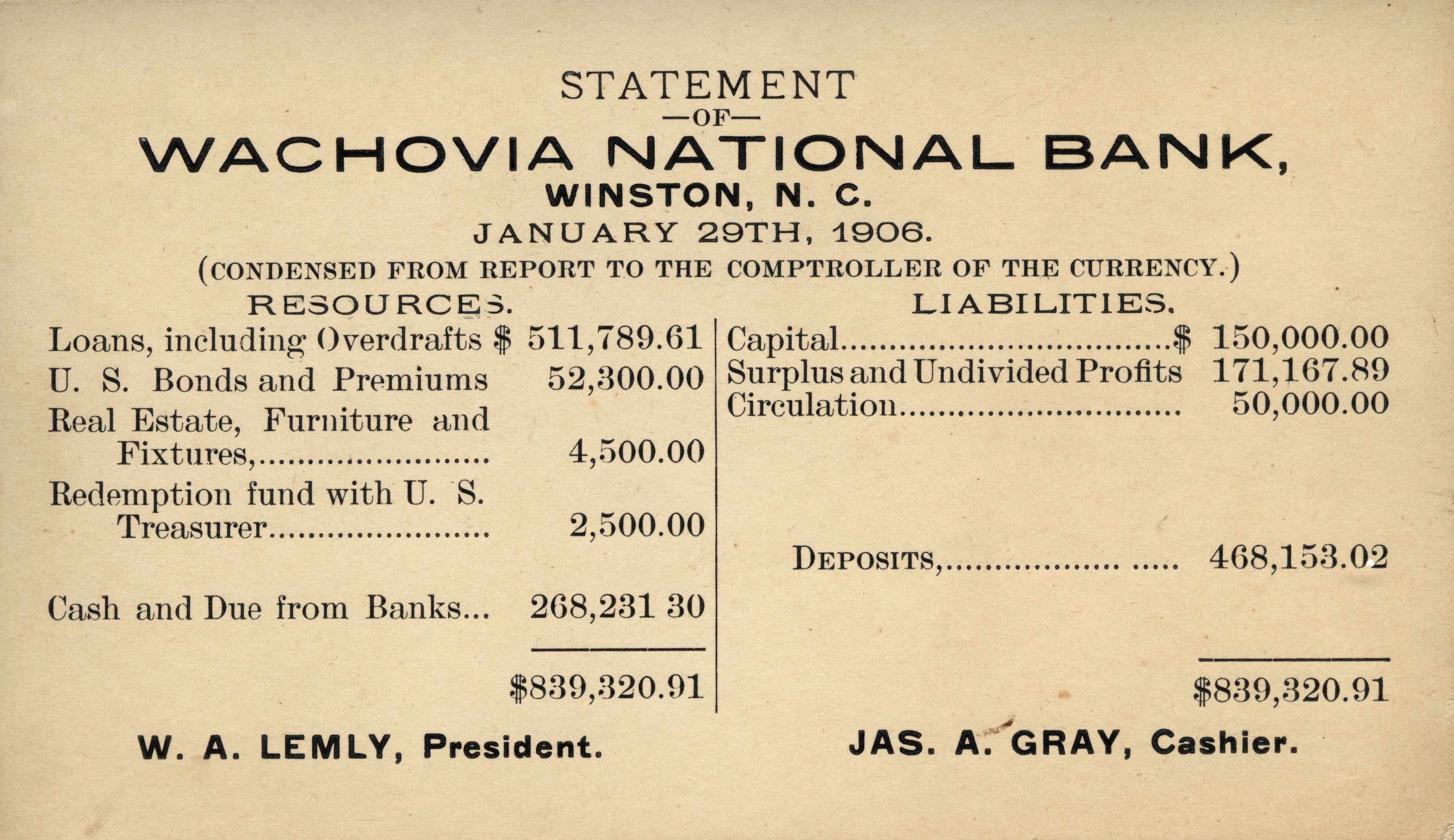
Situații financiare din trecut

Situațiile financiare (sau rapoartele financiare) reprezintă înregistrări formale ale activităților financiare și ale poziției financiare a unei entități, fie că este vorba despre o companie, persoană fizică sau altă entitate.
Informațiile financiare relevante sunt prezentate într-un format structurat și accesibil. De obicei, acestea includ patru situații financiare principale: bilanțul, contul de profit și pierdere, situația fluxurilor de numerar și situația modificărilor capitalului propriu, toate însoțite de o analiză și comentarii ale conducerii. În România, însă, situațiile financiare fundamentale sunt, de regulă, doar bilanțul și contul de profit și pierdere, iar celelalte două sunt incluse în funcție de cerințele entității sau reglementările contabile aplicabile.

## Scopul situațiilor financiare
„Obiectivul situațiilor financiare este de a furniza informații despre situația financiară, performanța și modificările situației financiare ale unei entități (organizație sau entitate juridică), informații care sunt utile diverselor categorii de utilizatori în luarea deciziilor economice.” Situațiile financiare trebuie să fie ușor de înțeles, relevante pentru deciziile economice, fiabile și comparabile cu alte entități. Activele (resursele deținute sau controlate de entitate), datoriile față de creditori (obligațiile față de terți), capitalul propriu (interesul rezidual în activele după deducerea datoriilor), veniturile și cheltuielile raportate sunt direct legate de situația financiară a unei entități.
Situațiile financiare sunt destinate să fie înțelese de cititori care au „o cunoaștere rezonabilă a activităților economice și comerciale și a contabilității și care sunt dispuși să studieze informațiile cu atenție.” Situațiile financiare pot fi utilizate de utilizatori pentru diferite scopuri:
- Proprietarii și managerii necesită situațiile financiare pentru a lua decizii importante de afaceri care influențează continuarea activității. Apoi, se efectuează o analiză financiară a acestor situații pentru a oferi managementului o înțelegere mai detaliată a cifrelor. Aceste situații sunt, de asemenea, utilizate ca parte a raportului anual al managementului către acționari.
- Angajații au nevoie de aceste rapoarte pentru a încheia acorduri colective (Acorduri de negociere colectivă) cu conducerea, în cazul sindicatelor, sau pentru indivizi în negocierea compensațiilor, promovărilor și ierarhiei lor. Aceste acorduri stabilesc condițiile de muncă, salariile și alte aspecte legate de angajare.
- Investitorii potențiali folosesc situațiile financiare pentru a evalua viabilitatea investiției într-o afacere. Analizele financiare sunt frecvent utilizate de investitori și sunt realizate de profesioniști (analiști financiari), oferindu-le astfel baza pentru luarea deciziilor de investiții.
- Instituțiile financiare (bănci și alte companii de credit) le folosesc pentru a decide dacă să acorde unei companii capital de lucru proaspăt sau să extindă titluri de datorii (cum ar fi un împrumut bancar pe termen lung sau obligațiuni) pentru a finanța extinderea și alte cheltuieli semnificative.
- Acționarii pot solicita din când în când informații despre modul în care este gestionat capitalul social (capitalul propriu al companiei), care poate fi furnizat prin intermediul situațiilor financiare (sau declarațiilor de acțiuni), deoarece este în interesul financiar al acționarilor să afirme că stocul de capital este gestionat într-un mod viabil și cu atenție adecvată.[1]

## Situații financiare consolidate
Situațiile financiare consolidate sunt definite ca „situațiile financiare ale unui grup în care activele, datoriile, capitalul propriu, veniturile, cheltuielile și fluxurile de numerar și echivalentele acestora ale societății-mamă și ale filialelor sale sunt prezentate ca pe ale unei singure entități economice", conform Standardului Internațional de Contabilitate 27 „Situații financiare consolidate și separate” și Standardului Internațional de Raportare Financiară 10 „Situații financiare consolidate”.

## Standarde și reglementări
De-a lungul timpului, fiecare țară a dezvoltat propriile principii contabile, ceea ce face dificilă compararea internațională a companiilor. Pentru a asigura uniformitatea și comparabilitatea între situațiile financiare întocmite de diferite entități, se aplică un set de ghiduri și reglementări. Acestea sunt cunoscute sub denumirea de „Principii Contabile General Acceptate” (PCGA), iar acest cadru normativ constituie baza pentru întocmirea situațiilor financiare, deși multe companii aleg să dezvăluie informații ce depășesc cerințele acestora.
În ultimele decenii, a existat o tendință puternică de standardizare a reglementărilor contabile, un proces condus de către Consiliul a Standardelor Internaționale de Contabilitate (IASB). IASB dezvoltă „Standardele Internaționale de Raportare Financiară” (IFRS), care au fost adoptate de Australia, Canada și Uniunea Europeană (doar pentru companiile listate pe piața de capital), iar în România sunt aplicabile companiilor cotate pe bursă. Aceste standarde sunt în curs de evaluare în Africa de Sud și alte țări. În România, însă, companiile mai mici aplică Standardele Românești de Contabilitate (RAS), reglementate de Ministerul Finanțelor Publice, care stabilesc norme specifice, inclusiv pentru întreprinderile mici și mijlocii. Consiliul pentru Standarde Contabile Financiare al Statelor Unite ale Americii (FASB) s-a angajat să convergă PCGA-ul american cu IFRS în timp.

## Discuții și analize de management
Discuțiile și analiza managementului, cunoscută și sub denumirea de MD&A (din engleză Management Discussion and Analysis), reprezintă o secțiune esențială a situațiilor financiare anuale ale unei companii. Scopul MD&A este de a oferi o explicație narativă, din perspectiva managementului, a performanței trecute a entității, a situației sale financiare și a perspectivelor sale viitoare. Aceasta nu se limitează doar la prezentarea datelor financiare, ci include și o interpretare detaliată a acestora, oferind investitorilor o imagine completă, echilibrată și obiectivă, care să-i sprijine în luarea deciziilor de investiție sau în continuarea acestora într-o entitate.
Secțiunea include o descriere a anului precedent și a principalelor factori care au influențat activitatea companiei în acea perioadă, oferind totodată o viziune imparțială și echilibrată asupra trecutului, prezentului și viitorului companiei.
De obicei, MD&A detaliază poziția de lichiditate a companiei, resursele de capital, rezultatele operațiunilor sale, cauzele subiacente ale modificărilor semnificative în elementele din situațiile financiare (precum deprecierea activelor și costurile de restructurare), evenimente de natură neobișnuită sau rar întâlnite (precum fuziuni și achiziții sau răscumpărări de acțiuni), tendințe pozitive și negative, efectele inflației, riscurile pieței interne și internaționale, precum și incertitudinile semnificative.